# Liste der Baudenkmäler in Rettenberg

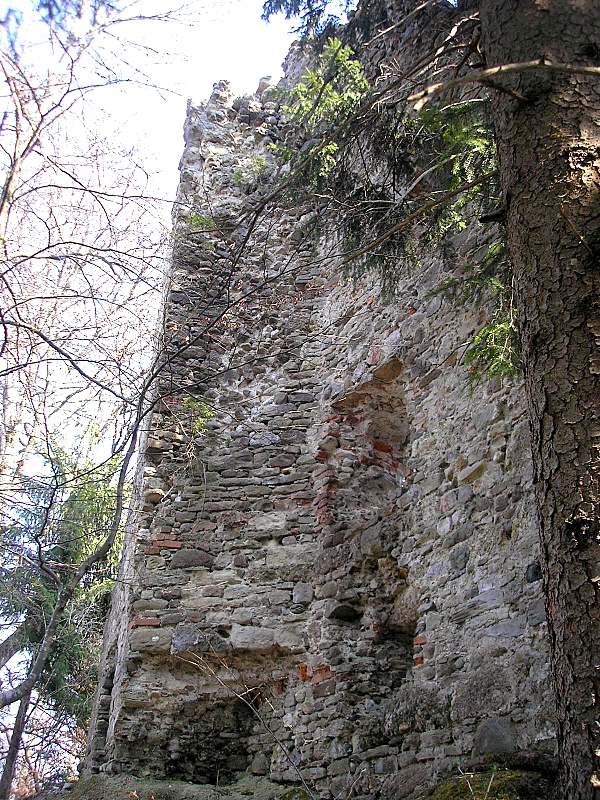
Burgruine Rettenberg

Auf dieser Seite sind die Baudenkmäler in der schwäbischen Gemeinde Rettenberg zusammengestellt. Diese Tabelle ist eine Teilliste der Liste der Baudenkmäler in Bayern. Grundlage ist die Bayerische Denkmalliste, die auf Basis des Bayerischen Denkmalschutzgesetzes vom 1. Oktober 1973 erstmals erstellt wurde und seither durch das Bayerische Landesamt für Denkmalpflege geführt wird. Die folgenden Angaben ersetzen nicht die rechtsverbindliche Auskunft der Denkmalschutzbehörde.

## Baudenkmäler nach Ortsteilen

### Rettenberg
| Lage                            | Objekt                              | Beschreibung | Akten-Nr.    | Bild           |
| ------------------------------- | ----------------------------------- | --- | ------------ | -------------- |
| Burgberger Straße 3 (Standort)  | Katholische Pfarrkirche St. Stephan | Saalbau mit eingezogenem Chor und nördlichem Turm mit Zwiebelhaube, im Kern Ende 15./Anfang 16. Jahrhundert, nach Brand Wiederherstellung, Verlängerung und Erhöhung durch Franz Kappeler 1728–30; mit Ausstattung. | D-7-80-137-1 | weitere Bilder |
| Burgberger Straße 14 (Standort) | Pfarrhaus                           | Zweigeschossiger verschindelter Blockbau mit Satteldach und Zwerchhaus, im Kern wohl noch von 1654, 1790, 1839 und 1877 umgebaut.                                                                                   | D-7-80-137-2 | Pfarrhaus      |
| Falkensteinweg 2 (Standort)     | Bauernhaus                          | Wohnteil eines ehemaligen Bauernhauses, zweigeschossiger Blockbau mit Flachsatteldach und reichem Fachwerkgiebel, nach 1727; innen stark verändert.                                                                 | D-7-80-137-3 | Bauernhaus     |
| Holzpoint (Standort)            | Pestfriedhof                        | Ehemaliger Pestfriedhof, 1636 angelegt; jetzt vom modernen Friedhof umgeben; Friedhofsmauer, Bruch- und Rollsteinmauerwerk, gleichzeitig.                                                                           | D-7-80-137-5 | Pestfriedhof   |
| Holzpoint (Standort)            | Kapelle                             | Rechteckbau mit dreiseitigem Schluss und Dachreiter, 1903; mit Ausstattung; auf dem ehemaligen Pestfriedhof. | D-7-80-137-5 | Kapelle        |

### Acker
| Lage                | Objekt              | Beschreibung                                                             | Akten-Nr.    | Bild                |
| ------------------- | ------------------- | ------------------------------------------------------------------------ | ------------ | ------------------- |
| in Acker (Standort) | Kapelle Hl. Familie | Rechteckbau mit eingezogenem Chor und Dachreiter, 1852; mit Ausstattung. | D-7-80-137-6 | Kapelle Hl. Familie |

### Bellen
| Lage                | Objekt           | Beschreibung | Akten-Nr.    | Bild             |
| ------------------- | ---------------- | --- | ------------ | ---------------- |
| Bellen 5 (Standort) | Kapelle St. Anna | Rechteckbau mit eingezogenem Chor und Dachreiter, Ende 18. Jahrhundert, im 19. Jahrhundert verlängert; mit Ausstattung. | D-7-80-137-7 | Kapelle St. Anna |

### Bitterlis
| Lage                   | Objekt    | Beschreibung       | Akten-Nr.    | Bild      |
| ---------------------- | --------- | ------------------ | ------------ | --------- |
| Bitterlis 3 (Standort) | Hausfigur | Kruzifix, um 1500. | D-7-80-137-8 | Hausfigur |

### Brosisellegg
| Lage                       | Objekt                     | Beschreibung                                                                                               | Akten-Nr.    | Bild                       |
| -------------------------- | -------------------------- | --- | ------------ | -------------------------- |
| in Brosisellegg (Standort) | Kapelle Hl. Dreifaltigkeit | Rechteckbau mit dreiseitigem Schluss und Dachreiter, Langhaus 18. Jahrhundert, Chor 1838; mit Ausstattung. | D-7-80-137-9 | Kapelle Hl. Dreifaltigkeit |

### Buchenberg
| Lage                      | Objekt             | Beschreibung                                                                                                   | Akten-Nr.     | Bild               |
| ------------------------- | ------------------ | --- | ------------- | ------------------ |
| Oberbuchenberg (Standort) | Kapelle St. Magnus | Saalbau mit eingezogenem Chor und Dachreiter mit Zwiebelhaube, wohl von Franz Kappeler, 1736; mit Ausstattung. | D-7-80-137-10 | Kapelle St. Magnus |

### Emmereis
| Lage                   | Objekt               | Beschreibung | Akten-Nr.              | Bild                 |
| ---------------------- | -------------------- | --- | ---------------------- | -------------------- |
| Emmereis 6 (Standort)  | Türsturz             | Sandstein, bez. 1669. | D-7-80-137-12 Wikidata | BW                   |
| Emmereis 19 (Standort) | Kapelle St. Nikolaus | Saalbau mit eingezogenem Chor, halbrunder Apsis und Dachreiter mit Zwiebelhaube, unverputztes Roll- und Bruchsteinmauerwerk, 12./13. Jahrhundert; mit Ausstattung. | D-7-80-137-11          | Kapelle St. Nikolaus |

### Engelpolz
| Lage                    | Objekt                     | Beschreibung                                                                | Akten-Nr.     | Bild                       |
| ----------------------- | -------------------------- | --------------------------------------------------------------------------- | ------------- | -------------------------- |
| In Engelpolz (Standort) | Kapelle Hl. Dreifaltigkeit | Rechteckbau mit dreiseitigem Schluss und Dachreiter, 1851; mit Ausstattung. | D-7-80-137-13 | Kapelle Hl. Dreifaltigkeit |

### Freidorf
| Lage                     | Objekt              | Beschreibung                                                                            | Akten-Nr.     | Bild                |
| ------------------------ | ------------------- | --------------------------------------------------------------------------------------- | ------------- | ------------------- |
| Dorfstraße 3 (Standort)  | Kapelle Hl. Familie | Rechteckbau mit eingezogenem Chor und Dachreiter mit Haubendach, 1905; mit Ausstattung. | D-7-80-137-14 | Kapelle Hl. Familie |
| Dorfstraße 33 (Standort) | Hausfigur           | Kruzifix mit geschnitzten arma sacra, Engels- und Totenkopf, spätes 18. Jahrhundert.    | D-7-80-137-15 | Hausfigur           |

### Greggenhofen
| Lage                    | Objekt                      | Beschreibung                                                                                          | Akten-Nr.     | Bild           |
| ----------------------- | --------------------------- | --- | ------------- | -------------- |
| Greggenhofen (Standort) | Kapelle St. Maria Magdalena | Rechteckbau mit dreiseitigem Schluss und Dachreiter, 1817, 1872 wesentlich erneuert; mit Ausstattung. | D-7-80-137-16 | weitere Bilder |

### Großdorf
| Lage                        | Objekt                                 | Beschreibung                                                                                   | Akten-Nr.     | Bild           |
| --------------------------- | -------------------------------------- | ---------------------------------------------------------------------------------------------- | ------------- | -------------- |
| Amthausstraße 19 (Standort) | Ehemaliges Fürstbischöfliches Amtshaus | Zweigeschossiger Bau mit Krüppelwalmdach, 1537, Erweiterung durch Franz Kappeler 1732–35.      | D-7-80-137-18 | weitere Bilder |
| Kapellenweg 2 (Standort)    | Kapelle                                | Rechteckbau mit dreiseitigem Schluss und Dachreiter, um 1765, Nordmauer 1960; mit Ausstattung. | D-7-80-137-17 | Kapelle        |

### Hinterberg
| Lage                    | Objekt     | Beschreibung | Akten-Nr.     | Bild       |
| ----------------------- | ---------- | --- | ------------- | ---------- |
| Hinterberg 4 (Standort) | Bauernhaus | Zweigeschossiger, teils verschindelter Blockbau mit Flachsatteldach, Riegelwand, Hochtenne und origineller Fensterabdeckung, 2. Hälfte 18. Jahrhundert | D-7-80-137-20 | Bauernhaus |

### Humbach
| Lage                 | Objekt     | Beschreibung | Akten-Nr.     | Bild       |
| -------------------- | ---------- | --- | ------------- | ---------- |
| Humbach 1 (Standort) | Bauernhaus | Zweigeschossiger verputzter bzw. verschindelter Blockbau mit Flachsatteldach, Fachwerkgiebel und kräftig profilierten Pfettenköpfen und Bügen, 2. Hälfte 18. Jahrhundert. | D-7-80-137-21 | Bauernhaus |

### Kalchenbach
| Lage                   | Objekt         | Beschreibung                                                                | Akten-Nr.     | Bild           |
| ---------------------- | -------------- | --------------------------------------------------------------------------- | ------------- | -------------- |
| Kalchenbach (Standort) | Lourdeskapelle | Rechteckbau mit dreiseitigem Schluss und Dachreiter, 1892; mit Ausstattung. | D-7-80-137-22 | Lourdeskapelle |

### Kranzegg
| Lage                                                          | Objekt        | Beschreibung | Akten-Nr.     | Bild           |
| ------------------------------------------------------------- | ------------- | --- | ------------- | -------------- |
| Mittbichel (westlich vom Ort, an der Staatsstraße) (Standort) | Stadel        | Satteldachbau mit Bruchsteinmauerwerk, 1. Hälfte 19. Jahrhundert                                                                  | D-7-80-137-27 | Stadel         |
| Sonthofener Straße 1 (Standort)                               | Fresko        | Fresko, Hl. Familie, bezeichnet 1782.                                                                                             | D-7-80-137-25 | BW             |
| Vorderburger Straße 1 (Standort)                              | Fresko        | Fresko (andere unter Verputz), 1770/80.                                                                                           | D-7-80-137-24 | BW             |
| Wertacher Straße 2 (Standort)                                 | Marienkapelle | Rechteckbau mit dreiseitigem Schluss und Dachreiter mit Zwiebelhaube, von Franz Kappeler, 1725, Dachreiter 1736; mit Ausstattung. | D-7-80-137-23 | weitere Bilder |

### Morgen
| Lage                | Objekt        | Beschreibung                                                                             | Akten-Nr.     | Bild          |
| ------------------- | ------------- | ---------------------------------------------------------------------------------------- | ------------- | ------------- |
| Morgen 3 (Standort) | Marienkapelle | Rechteckbau mit eingezogenem Chor und Dachreiter, 1725, erweitert 1868; mit Ausstattung. | D-7-80-137-28 | Marienkapelle |

### Rieder
| Lage                | Objekt                | Beschreibung                                                                   | Akten-Nr.     | Bild                  |
| ------------------- | --------------------- | ------------------------------------------------------------------------------ | ------------- | --------------------- |
| Rieder 4 (Standort) | Ehemalige Riedermühle | Zweigeschossiger verputzter Blockbau mit Halbwalmdach über hohem Sockel, 1835. | D-7-80-137-29 | Ehemalige Riedermühle |

### Rottach
| Lage                      | Objekt                                | Beschreibung | Akten-Nr.     | Bild                                  |
| ------------------------- | ------------------------------------- | --- | ------------- | ------------------------------------- |
| Hauptstraße 16 (Standort) | Ehemaliger Pfarrhof                   | Zweigeschossiger, verschindelter und verbretterter Blockbau mit Satteldach, in Hanglage, wohl frühes 19. Jahrhundert, Dachausbau um 1900.                          | D-7-80-137-46 | Ehemaliger Pfarrhof                   |
| Hauptstraße 18 (Standort) | Katholische Filialkirche St. Antonius | Saalbau mit eingezogenem Chor und südlichem Turm mit steil ansetzender Zwiebelhaube, um 1480, Turm um 1760, Verlängerung durch Anton Waibel 1827; mit Ausstattung. | D-7-80-137-30 | Katholische Filialkirche St. Antonius |

### Sterklis
| Lage                  | Objekt                 | Beschreibung | Akten-Nr.     | Bild                   |
| --------------------- | ---------------------- | --- | ------------- | ---------------------- |
| Sterklis (Standort)   | Dreifaltigkeitskapelle | Rechteckbau mit Dachreiter mit Zwiebelhaube, 1731; mit Ausstattung.                                                                                            | D-7-80-137-31 | Dreifaltigkeitskapelle |
| Sterklis 8 (Standort) | Bauernhaus             | Mitterstallbau, zweigeschossiger, verputzter Blockbau zum Teil mit alter Verbretterung und Flachsatteldach, Stallbereich gemauert, 2. Viertel 19. Jahrhundert. | D-7-80-137-32 | Bauernhaus             |

### Untermaiselstein
| Lage                             | Objekt                             | Beschreibung | Akten-Nr.     | Bild           |
| -------------------------------- | ---------------------------------- | --- | ------------- | -------------- |
| Immenstädter Straße 5 (Standort) | Pfarrhaus                          | Zweigeschossiger, verschindelter bzw. verputzter Blockbau mit Flachsatteldach, 1. Viertel 18. Jahrhundert, Kellergeschoss 16. Jahrhundert. | D-7-80-137-34 | Pfarrhaus      |
| Immenstädter Straße 7 (Standort) | Katholische Pfarrkirche St. Ursula | Saalbau mit eingezogenem Chor und westlicher Turm mit Spitzhelm, Langhaus 14. Jahrhundert, Chor und Sakristei Ende 15. Jahrhundert, Turm Anfang 16. Jahrhundert, im 18. Jahrhundert mehrfache Veränderungen; mit Ausstattung; Friedhofsmauer, Bruchstein, im Kern 15. Jahrhundert. | D-7-80-137-33 | weitere Bilder |

### Vorderburg
| Lage                                                         | Objekt                              | Beschreibung | Akten-Nr.     | Bild                  |
| ------------------------------------------------------------ | ----------------------------------- | --- | ------------- | --------------------- |
| Buchenweg (am Weg von Vorderburg zur Pestkapelle) (Standort) | Kreuzwegstationen                   | 1880 | D-7-80-137-39 | Kreuzwegstationen     |
| Kirchdorfer Straße 8 (Standort)                              | Ehemaliges Kaplanhaus               | Zweigeschossiger, verschindelter Blockbau mit Walmdach, 1812. | D-7-80-137-37 | Ehemaliges Kaplanhaus |
| Kirchdorfer Straße 16 (Standort)                             | Pfarrhaus                           | Zweigeschossiger, verschindelter Blockbau mit Flachsatteldach, 1712, Dach 1865. | D-7-80-137-36 | Pfarrhaus             |
| Kirchdorfer Straße 18 (Standort)                             | Katholische Pfarrkirche St. Blasius | Saalbau mit eingezogenem Chor und nördlichem Turm mit Spitzhelm, Turm im Kern wohl noch 13. Jahrhundert, Chor und Sakristei Ende 15. Jahrhundert, Langhaus und Chorerhöhung von Balthasar Suiter 1737, Turmerhöhung nach Plänen von Georg Schneider 1903; mit Ausstattung; Friedhofsmauer, Bruchstein, 17./18. Jahrhundert, im Kern zum Teil spätmittelalterlich. | D-7-80-137-35 | weitere Bilder        |
| Viehweid (Standort)                                          | Burgruine Rettenberg                | Teil der Westmauer über zwei Geschosse hoch erhalten, vermutlich Ende 11. Jahrhundert; 600 m nordwestlich von Großdorf in 1020 m Höhe. | D-7-80-137-40 | weitere Bilder        |
| Viehweide (Standort)                                         | Ehemaliger Pestfriedhof             | 1635 angelegt; Friedhofsmauer, Mauergeviert aus Roll- und Bruchstein, 17. Jahrhundert, 1867 repariert; Kapelle, Rechteckbau mit dreiseitigem Schluss und Dachreiter mit gedrungener Zwiebelhaube, 1873/74; mit Ausstattung; im ehemaligen Pestfriedhof. | D-7-80-137-38 | weitere Bilder        |

### Wagneritz
| Lage                    | Objekt                | Beschreibung | Akten-Nr.     | Bild                  |
| ----------------------- | --------------------- | --- | ------------- | --------------------- |
| Wagneritz (Standort)    | Kapelle St. Wendelin  | Saalbau mit eingezogenem Chor, östlicher Sakristei und darüber Turm mit Zwiebelhaube, 1707/08, Sakristei 1907; mit Ausstattung. | D-7-80-137-41 | Kapelle St. Wendelin  |
| Wagneritz 21 (Standort) | Ehemaliges Bauernhaus | Zweigeschossiger, verschindelter Blockbau mit Flachsatteldach und zwei Klebdächern, 2. Hälfte 18. Jahrhundert                   | D-7-80-137-44 | Ehemaliges Bauernhaus |

### Wolfis
| Lage                  | Objekt             | Beschreibung                                                                   | Akten-Nr.     | Bild               |
| --------------------- | ------------------ | ------------------------------------------------------------------------------ | ------------- | ------------------ |
| Wolfis 2 a (Standort) | Kapelle Maria Hilf | Rechteckbau mit dreiseitigem Schluss und Dachreiter, um 1840; mit Ausstattung. | D-7-80-137-45 | Kapelle Maria Hilf |

## Ehemalige Baudenkmäler
In diesem Abschnitt sind Objekte aufgeführt, die früher einmal in der Denkmalliste eingetragen waren, jetzt aber nicht mehr. Objekte, die in anderem Zusammenhang – also z. B. als Teil eines Baudenkmals – weiter eingetragen sind, sollen hier nicht aufgeführt werden. Aktennummern in diesem Abschnitt sind ehemalige, jetzt nicht mehr gültige Aktennummern.

| Lage                              | Objekt     | Beschreibung | Akten-Nr.     | Bild       |
| --------------------------------- | ---------- | --- | ------------- | ---------- |
| Großdorf Kapellenweg 1 (Standort) | Haustür    | Aufgedoppelte Haustür, 1. Viertel 19. Jahrhundert                                                                    |               | Haustür    |
| Wagneritz Wagneritz 10 (Standort) | Bauernhaus | Zweigeschossiger Flachsatteldachbau mit gekehlten Vorstößen und verputztem Fachwerkgiebel, 1. Hälfte 18. Jahrhundert | D-7-80-137-42 | Bauernhaus |